# Carsten Nicolai

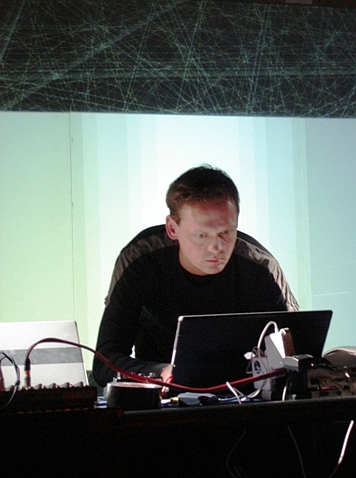
Carsten Nicolai a kiadójában (Raster−Noton)

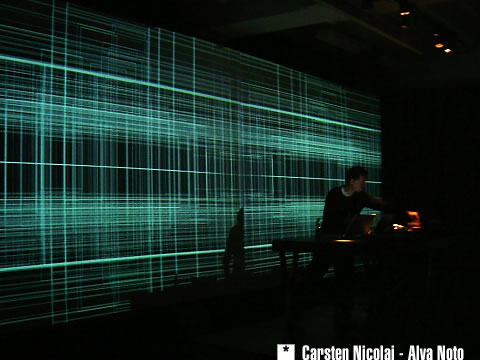
Noto Genfben (2004)

Carsten Nicolai (Karl-Marx-Stadt (ma: Chemnitz), Szászország, NDK (ma: Németország), 1965. szeptember 18. −) német zenész, előadóművész, vizuál-akusztikus látványtervező. Ismert művésznevei Noto, Alva Noto, Aleph-1.

## Életpályája
Építészetet és tájépítészetet tanult, érdeklődése később az előadóművészetek felé fordult.
Munkásságában próbálja legyőzni a művészi formák és stílusok közötti elkülönülést egy egységes művészi megközelítéssel. Alkotásaiban gyakran használ matematikai mintákat mint például rácsokat, szabályokat, hibákat és saját maga által elrendezett struktúrákat.
Fellépései során Alva Noto, Noto és Aleph-1 néven jelenik meg.
Noto álnéven kísérleteket végez, hogy megalkossa a saját kódjeleit, akusztikus és vizuális szimbólumait, mint Alva Noto, ezeket a kísérleteket viszi át az elektronikus zenei területekre.
Amellett, hogy szórakozóhelyeken és koncerttermekben lép fel, audiovizuális darabjait a világ legismertebb múzeumaiban tárja/tárta a közönség elé, így a New York-i Solomon R. Guggenheim Múzeumban, a San Franciscó-i Modern Művészetek Múzeumában és a párizsi Pompidou központban. Ezeken felül hozzájárul egyéb projektekhez is, mint például a Cyclo,  Ryuichi Sakamoto és Ryoji Ikeda társaságában, az ANBB, Blixa Bargeld-del és az Opto, Michael Nymannal és Mika Vainioval vagy Thomas Knakkal. Legutóbbi zenei projektje a Diamon Version, melyben Olaf Bender (Byetone) a társa.
1996-ban megalapította a Raster-Noton kiadót, melynek fő célja átfedést képezni a könnyűzene, a művészet és a tudományok között. A kiadó főként zenei projekteket, publikációkat és installációkat valósít meg, melyekben a közös a kísérleti megközelítés – keverve a hangokat, művészetet és dizájnt.
Munkásságát világszerte (Németország, Amerikai Egyesült Államok, Ausztria, Svédország, Olaszország, Japán) komoly elismerésekkel jutalmazzák. Legutóbbi elismerését a 17. Japán Médiaművészetek Fesztiválján kapta meg a crt mgn című installációjáért. A Crt Mgn a katódsugárcső és a mágnes kifejezések angol nyelvű rövidítéséből született. Az installációval a mágneses terek komplexitására mutat rá és azt katódsugárcsöves televíziókkal teszi láthatóvá.

## Albumaiból
- Prototípusok  - 2000 ( Mille Plateaux )
- Transform  - 2001 (Mille Plateaux) ; újból kiadta a Raster-Noton 2008-ban.
- Xerrox Vol.1  - 2007 (Raster-Noton)
- Aleph-1  - 2007-ben (Ideális felvételek)
- Unitxt  - 2008 (Raster-Noton)
- Xerrox Vol.2  - 2009-ben (Raster-Noton)
- 2  - 2010 (12k/line)
- Univrs  - 2011 (Raster-Noton)